# Mauro Maur
Mauro Maur (Trieszt, 1958. augusztus 8. –) olasz trombitás és zeneszerző. A világ számos helyén lépett fel, és híres zeneszerzők ajánlották neki darabjaikat. Az általa játszott művek skálája a barokk zene nagy versenyműveitől a klasszikusokig terjed, de szerepel filmzenékben is.

## Életpályája
Fiatalon szerezte meg diplomáját Triesztben. Tanulmányait Ljubljanában folytatta Tony Grcar mellett, és 1975-ben felvételt nyert a párizsi Zeneakadémiára, ahol Pierre Thibaud tanítványaként tökéletesítette tudását.
Még zeneakadémistaként a Toulouse-i Nemzeti Zenekar (karmestere Michel Plasson) első trombitása lett. A zenekarral az Amerikai Egyesült Államokban, Kanadában, Ausztriában, Németországban és Olaszországban vendégszerepel. Tizennyolc évesen Franciaországban egyre keresettebb szólistává vált, és híres orgonaművészektől és kamarazenekaroktól kapott meghívást a legnagyobb fesztiválokra. Tanulmányokat folytatott a chicagói NorthWestern Egyetemen Adolph Herseth , V. Cichowicz és Arnold Jacobs irányításával. Híres francia és külföldi zenekarokkal (Orchestre de l'Opéra, Orchestre National de France, Orchestre de Radio-France, l'Ars Nova, Les Solistes de France, l'Ircam, Budapesti Kamarazenekar, il Nuovo Quartetto Italiano) és neves szólistákkal (Hendricks, Isoir, Thibaud, Valdambrini, Scott) lépett fel, olyan fantasztikus karmesterek vezénylete alatt, mint Riccardo Muti, Leonard Bernstein, Ozava Szeidzsi, Pierre Boulez, Lorin Maazel.
1981-ben aranyérmet nyert a touloni nemzetközi versenyen, 1982-ben abszolút első díjas a párizsi zeneakadémia versenyén, valamint a lille-i, a Római Operaház, a nápolyi San Carlo Színház és a római Santa Cecilia Akadémia versenyein.
Olyan fontos helyeken lépett fel, mint például a New York-i Carnegie Hall, a New York-i Lincoln Center, a Los Angeles-i Hollywood Bowl, a bostoni Symphony Hall, a Drezdai Opera, a müncheni Hercules Salledi, a Salzburgi Ünnepi Játékok, a bécsi Festspielhaus, a párizsi Salle Pleyel, az athéni Megaron, Koreában a Seoul Art Center, a tokiói Suntory Hall, a római Nuovo Auditorium di Santa Cecilia, a velencei Teatro La Fenice, a milánói Scala, ahol Tartini, Albinoni, Haydn, Hummel,Telemann, Morricone, Piccioni, Rota, Jolivet műveit adta elő.
Híres zeneszerzők, köztük Morricone, Theodorákisz, Sylvano Bussotti, Aldo Clementi, Roman Vlad ajánlották műveiket Mauro Maurnak. Több mint száz filmben és televíziós dalbetétben csendül fel játéka, melyeket olyan ismert szerzők írtak, mint Morricone, Nicola Piovani, Riz Ortolani, Jerry Goldsmith, Georges Delerue, Zambrini.
A M. Albright Alapítvány által létrehozott „Youth Orchestra of The Americas” fúvósainak coach instruktora. Mesterkurzusokat tartott a moszkvai Csajkovszkij Konzervatóriumban, Kanadában a McGill University-n, valamint a palermói, firenzei és római zeneművészeti akadémiákon. Tanított a Festival di Riva del Garda nemzetközi tanfolyamain, valamint oktató a római Santa Cecilia Akadémia kétéves felsőfokú kurzusain. Megkapta az Olasz Köztársaság Érdemrendjét, szülővárosától, Trieszttől pedig a legmagasabb városi elismerést, a Sigillo d’Oro-t.

## Mauro Maurnak szentelt kompozíciók
- E. Morricone: Ut (1991) for trumpet and orchestra
- E. Morricone:Quarto Concerto (1993) for organ, two trumpets, two trombones and orchestra
- Theodorákisz:Adagio for trumpet and string orchestra
- Sylvano Bussotti: Solfeggio in re della Regina for piccolo trumpet
- F. Grillo: Sol e Eius Umbra (1981) for trumpet and doublebass
- F. Mannino: Atmosfere delle Notti Bianche di S. Pietroburgo (1987) op. 279 for trumpet and orchestra
- F. Mannino: Concerto op. 324 (1990) for trumpet and strings
- A. D'Antò: Alone away (1988) for solo trumpet
- W. Dalla Vecchia: Ouverture for trumpet and string orchestra
- R. Gervasio: Variazioni sulla "Preghiera del Mose" di Rossini for trumpet and organ
- G. Farace: Cuor di Pagliaccio for flugelhorn and saxophones quartet
- V. Mortari: Divertimento (1990) for trumpet and cello
- E. Zanoni: Cadencia y Seguidilla for trumpet and piano
- E. Zanoni: Sarabande Lyrique for trumpet and piano
- L. Ronchetti: Deserti for trumpet and tape
- G. Baldi: The Ancient City (1992-93) for seven trumpets, piano and percussions
- F.E. Scogna: Trame (1993) for solo trumpet
- R. Vlad: Melodie e Squilli (1993) for trumpet and piano
- J. Dashow: Morfologie (1993) for trumpet and computer
- E. Chasalow: Out of Joint (1994) for trumpet and electronic sounds
- R. de Rossi Re: Quarto Nero for trumpet and organ
- D. Nicolau: Rug Maur Short Music op. 89 for three trumpets and percussions
- D. Nicolau: Ariette op.72 for solo trumpet
- D. Nicolau: Pathopoiia op.86 (1988) for trumpet and percussions
- R. Chiesa: Kaddish (1998) for solo trumpet
- P. Thilloy: Le Labyrinthe ou Le Chemin de Jerusalem (2000) for trumpet, trombone and string orchestra
- M. Frisina: Hymnus for trumpet and organ
- M. Frisina: Suite Giovanni Paolo II for trumpet and organ
- M. Sofianopulo: Varianti "Dal Tuo Stellato Soglio" (2004) for trumpet and organ
- M. Pagotto: No More Seasons (2009) for trumpet and piano

## Diszkográfia
- 2009: Franco Margola, F. Busoni Chamber Orchestra dir M. Belli, Mauro Maur soloist
- 2008: On the Wings of Love, Solisti Veneti dir. C. Scimone, J.J. Mouret Due Sinfonie per tromba e archi Mauro Maur soloist FABULA CLASSICA #12076-2
- 2003: Concerto per Alberto, omaggio all’arte di Piero Piccioni
- 2001: A. Vivaldi Juditha Triumphans, Solisti Veneti dir. C. Scimone Warner Fonit #8573 85747-2
- 2001:From the Screen to the Stage Rota & Morricone, I Filarmonici Italiani Denon #COCQ 83538
- 1996: Mauro Maur e i suoi Solisti: music of Ennio Morricone et Nino Rota Sony Columbia #COL 485352-2
- 1994: Una Tromba in scena Mauro Maur Iktius Milano #C009P
- 1993: La Tromba Classica Contemporanea : musiche di Ennio Morricone, Flavio Emilio Scogna, Lucia Ronchetti, Aldo Clementi, Fabrizio De Rossi Re, Sylvano Bussotti, Míkisz Theodorákisz, Roman Vlad, James Dashow BMG #74321-16825-2
- 1993: Torelli: Concerti, Sinfonie e Sonate per Tromba, Archi e Basso Continuo RS-Darpro #6367-07
- 1993: L’Orchestra Classica Contemporanea BMG #74321-17516-2
- 1993: In the Line of Fire: musiche di Ennio Morricone Sony #B000008GT8
- 1992: City of the Joy: music of Ennio Morricone EPIC SOUNDTRAX #EK 52750
- 1991: Voyage of Terror: music of Ennio Morricone BMG Ariola #OST 101
- 1989: Improvviso dell'Angelo: Mauro Maur trumpet Luigi Celeghin organ Casa Musicale Bongiovanni
- 1985: Orchestre Champetre 1900: Mauro Maur cornet FR3 #BZ 62004
- 1984: Sonates et Concertos pour trompette: music of Corelli, Manfredini, Torelli, Purcell, Telemann Orch. de Chambre de Picardie dir. J.P. François Mauro Maur soloist Jacinthe #N84.25.001